# Ермес Родрігіш да Фонсека
Ермес Родрігіш да Фонсека (порт. Hermes Rodrigues da Fonseca; 12 травня 1855 — 9 вересня 1923) — бразильський політик і військовик. Племінник Деодору да Фонсека, першого президента Бразилії, був призначений військовим міністром 1906 року. 1910 був обраний на пост президента країни, та займав цю посаду до 1914.

## Життєпис
Народився у знатній родині в місті Сан-Габріел у штаті Ріу-Гранді-ду-Сул.
У 1871 вступив до Військової академії, де слухав лекції по реформаторському налаштованого підполковника Бенжаміна Констана й потрапив під вплив республіканців.
У 1889 підтримав переворот, організований його дядьком, маршалом Деодору да Фонсекою, в результаті якого було проголошено республіку.
У 1893 виступав на захист уряду Флоріану Пейшоту під час повстання на флоті.
У 1906 був призначений військовим міністром в уряді Афонсу Пени. Саме за Фонсеки в Бразилії було запроваджено загальний військовий обов'язок.
У 1910 виставив свою кандидатуру на вибори президента та здобув перемогу, випередивши свого суперника Руя Барбозу. Таким чином, після тривалої перерви, при владі в Бразилії знову опинився військовик. Причиною успіху Фонсеки стало його невдоволення «політикою кави з молоком», через яку з 1894 року пост президента перебував під монопольним контролем штатів Сан-Паулу та Мінас-Жерайс.
Уряду Фонсеки удалось багато зробити для економічного розвитку Бразилії: практично удвічі розширилась мережа залізниць, з'явились підприємства вітчизняної бразильської промисловості. За часів правління Фонсеки до країни прибуло близько півмільйона іммігрантів.
Також на посту президента Фонсека прославився жорстким придушенням народних виступів. Одним із таких виступів став бунт на флоті в листопаді 1910. Причиною повстання стало жорстоке поводження офіцерів з матросами. На чолі повстанців встав Жуан Кандіду. Матросам, які протестували проти тілесних покарань, удалось захопити кілька бойових кораблів. Столиця країни, місто Ріо-де-Жанейро, опинилась під загрозою бомбардування. Уряд Фонсеки був змушений пообіцяти скасувати тілесні покарання й надати повстанцям амністію. Проте невдовзі, в порушення всіх обіцянок, учасники повстання були жорстоко репресовані.
Після виходу у відставку з посту президента Фонсека був обраний до Сенату від штату Ріу-Гранді-ду-Сул, однак відмовився зайняти сенаторське місце через убивство сенатора Піньєйру Машаду у вересні 1915 року. Після цього Фонсека подорожував Європою, кілька років проживав у Швейцарії та повернувся на батьківщину тільки 1920 року.
У 1921 обраний на пост голови Ради військовиків (порт. Clube Militar). У той час в країні почалась передвиборча президентська кампанія, у розпал якої було оприлюднено листи за підписом одного з кандидатів у президенти, Артура Бернардіса, в яких містились серйозні образи на адресу бразильської армії та особисто Фонсеки, якого було названо «нестриманим сержантом». Ці листи спричинили сильне обурення та призвели до того, що Рада військовиків ухвалила маніфест, в якому заявила, що відмовиться визнати Бернардіса президентом у разі його перемоги на виборах.
Згодом стався інцидент, пов'язаний з виборами губернатора штату Пернамбуку: президент Бразилії Епітасіу да Сілва Пессоа здійснив спробу використати федеральні війська, що розміщувались у штаті, для забезпечення перемоги свого ставленика. Довідавшись про це, Фонсека надіслав командувачу військовим округом у Ресіфі телеграму із закликом не підкорятись наказам президента й не втручатись до політичних інтриг. У відповідь на це за наказом Пессоа Фонсеку було заарештовано, а Раду військовиків закрито.
За шість місяців Фонсеку було звільнено з-під варти, після чого той виїхав до Петрополіса, де й помер 9 вересня 1923 року.